# Rakowo (powiat wągrowiecki)
Rakowo – wieś w Polsce położona w województwie wielkopolskim, w powiecie wągrowieckim, w gminie Damasławek.

## Historia
Od 1214 wieś należała do klasztoru w Łeknie. W 1259 klasztor zwrócił ją rodowi Pałuków.
W 1775 roku wieś miała 11 dymów.
W latach 1975–1998 miejscowość należała administracyjnie do województwa pilskiego.

## Religia
Rakowo należy do parafii rzymskokatolickiej w Łeknie.